# Desaparición de Sarah MacDiarmid
Sarah MacDiarmid (nacida el 15 de noviembre de 1966) era una joven escocesa-australiana de 23 años que desapareció de la estación de tren de Kananook, en el suburbio de Seaford de la ciudad de Melbourne, el 11 de julio de 1990. Se presume que fue asesinada, aunque nunca se ha encontrado rastro alguno de su cuerpo.

## Desaparición

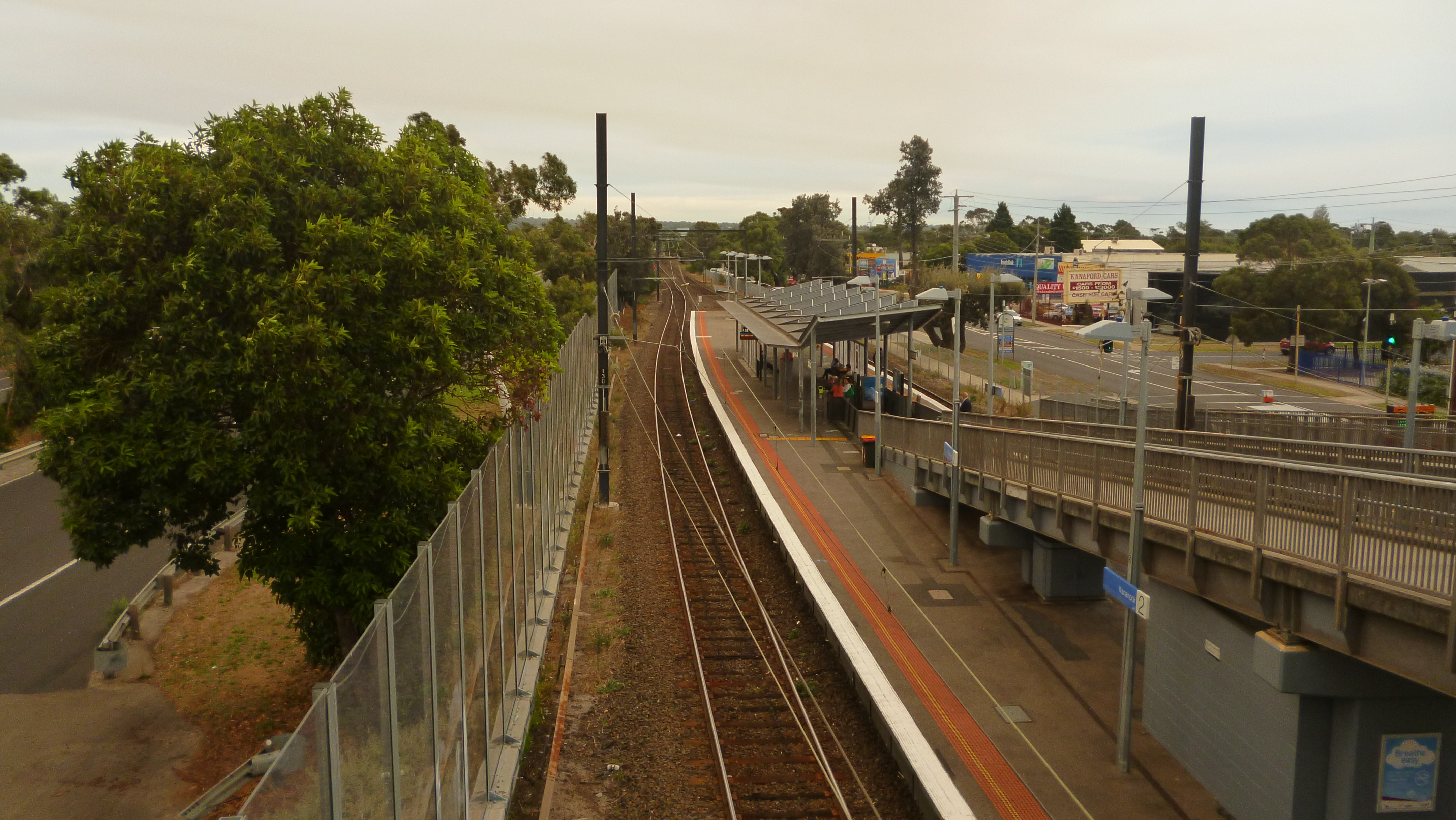
Andenes de la estación de Kananook, donde fue vista por última vez Sarah.

MacDiarmid, que emigró con su familia en 1987 de las Tierras Altas de Escocia a Australia, había estado jugando al tenis después del trabajo con dos amigos en lo que entonces se conocía como Flinders Park, en Batman Avenue, al este de Melbourne, antes de caminar hasta la estación de Richmond, donde descubrieron que acababan de perder un tren de la línea Frankston. Cogieron un tren hasta Caulfield y luego cambiaron a un servicio de Frankston. Los amigos de MacDiarmid se apearon de este tren en Bonbeach mientras ella permanecía en el transporte, continuando hasta la estación de Kananook, donde estaba aparcado su vehículo. Fue vista por última vez bajando del tren y dirigiéndose al aparcamiento mal iluminado aproximadamente a las 22:20 horas.

## Investigación
La policía sospechó que MacDiarmid había sido agredida, basándose en las manchas de sangre encontradas junto a su Honda Civic rojo de 1978 abandonado en el aparcamiento de la estación, y en las marcas de arrastre que conducían a los arbustos. Se descubrió en el suelo un mechero de MacDiarmid, pero nunca se encontró rastro de ella. Más tarde, algunos testigos afirmaron que la joven se bajó del tren y cruzó la pasarela hasta el aparcamiento, donde algunas personas oyeron a una mujer gritar: "¡Devuélveme las llaves!". Una búsqueda exhaustiva de 21 días por aire, mar y tierra, en la que participaron más de 250 policías, no dio ningún resultado.
En mayo de 2006, el forense Ian West llevó a cabo una investigación y determinó que MacDiarmid "había encontrado la muerte como resultado de un juego sucio, pero se desconocían las circunstancias exactas".
Una recompensa inicial del Gobierno del Estado de 50 000 dólares se incrementó después de que un benefactor anónimo ofreciera 75 000 dólares más, que se aumentó a un millón de dólares en 2004 y sigue vigente.
En 2011, el asesino en serie australiano convicto Paul Denyer fue entrevistado por la policía y negó cualquier implicación en la desaparición de MacDiarmid. Denyer declaró al entrevistador, el detective Ron Iddles, que estaba "harto de ser acusado de asesinato", y más tarde escribió a Iddles dándole las gracias por informar al público de que no estaba implicado en el asunto.
En mayo de 2014, News Corp Australia afirmó que los investigadores policiales consideraban sospechoso del caso al asesino en serie australiano convicto Bandali Debs. Fairfax Media citó a una "fuente policial de alto rango" que afirmó que "era una "práctica habitual" que los investigadores de homicidios examinaran los vínculos entre asesinatos sin resolver y delincuentes conocidos". Un portavoz de la Policía de Victoria declinó hacer comentarios a Fairfax Media, ya que la desaparición de MacDiarmid era un caso "activo".

## Hechos posteriores
El caso apareció en el primer episodio de la serie de televisión australiana Sensing Murder, llamado "The Last Train Home", emitida por Network 10 en septiembre de 2004, en la que los psíquicos opinaban que MacDiarmid había sido asesinada y su cuerpo arrojado a un vertedero de la península de Mornington.
En 2010, con motivo del 20º aniversario de la desaparición de MacDiarmid, su familia y amigos visitaron la estación de tren de Kananook para depositar coronas de flores en un monumento conmemorativo establecido allí. Su familia también anunció que había creado un sitio web, "Not Alone", "diseñado para ayudar a otras familias que se encuentren en una situación similar a la suya". La policía aprovechó el aniversario para hacer un nuevo llamamiento para recabar información sobre el caso. La historia demuestra que si continuamos comunicándonos con la gente, en Victoria, en Australia, en el mundo en algunos casos, esa pieza de información, esa clave aparecerá y lo resolveremos".
En 2021, se publicó un podcast australiano de nueve episodios titulado Searching for Sarah Macdiarmid, escrito y presentado por la escritora Vikki Petraitis, que se centra en la historia de Macdiarmid, su desaparición y la investigación posterior.